# Şevket Süreyya Aydemir
Şevket Süreyya Aydemir (geboren 1897 in Edirne, gestorben am 25. März 1976 in Ankara) war ein türkischer Schriftsteller, Intellektueller, Ökonom und Historiker.
Er war einer  der Gründer der Zeitschrift Kadro und gehörte zu den Anführern der danach benannten Bewegung (der Kadrocular oder der Kadro Hareketi). Er wurde bekannt durch seine Werke über Personen, die in der Geschichte der Türkei bedeutende Rollen spielten. Seine bekanntesten Werke sind Suyu Arayan Adam (Der Mann, der das Wasser suchte, 1959), worin er sein eigenes Leben erzählte, und die jeweils dreibändigen Werke Tek Adam (1963–65) und İkinci Adam (1966–68) über die Regierungszeiten von Atatürk ve İnönü. Der Roman Toprak Uyanırsa (Die Erde erwacht), der auch zur Lektüre Mustafa Kemal Atatürks gehörte, ist sein bekanntestes sonstiges Werk. In diesem Roman erzählt er in Ich-Form die Geschichte eines Dorfes, das sich in Gegenwart von Intellektuellen weiterentwickelt.
In seinen Lebensabschnitten propagierte er die unterschiedlichsten Ideologien. In seiner Jugend war er Anhänger des Turanismus, in den Jahren 1920 bis 1927 einer der führenden Köpfe der Türkiye Komünist Partisi und nach 1927 ein Vertreter und Theoretiker des kemalistischen Regimes.

## Leben
Şevket Süreyya Aydemir wurde 1897 in Edirne als Kind einer verarmten, landlosen Muhacir-Familie geboren. Sein Vater Mehmet Ağa, der vor der Selbständigkeit Bulgariens in der Landschaft Deliorman ein wohlhabender Grundbesitzer gewesen war, arbeitete in Edirne als Gärtner. Von seiner Mutter Şaziye Hanım, einer vergleichsweise gebildeten Frau, lernte er Lesen und Schreiben. Nach dem Besuch der örtlichen Grundschule wechselte er auf die Rüşdiye, einer weiterführenden Schule insbesondere zur Ausbildung des militärischen Nachwuchses. Von klein auf interessierte er sich für die Politik. Bereits im Alter von 11 Jahren trat er in das Komitee für Einheit und Fortschritt (türkisch İttihat ve Terakki Cemiyeti) ein. Noch vor den Balkankriegen verlor er seine Mutter und einen seiner älteren Brüder. Er gehörte zu den Kindern, die vor der bevorstehenden Eroberung Edirnes im ersten Balkankrieg nach Istanbul in Sicherheit gebracht wurden. Dort schrieb er sich in das Militärgymnasium Kuleli ein, kehrte aber nach der Rückeroberung Edirnes im zweiten Balkankrieg auf Intervention seines Vaters, der nicht wollte, dass noch ein Sohn Soldat wurde, nach Edirne zurück. Dort setzte er seine Schulausbildung an der Edirne Rüştiyesi ve Öğretmen Okulu (dem heutigen Edirne Lisesi) fort. In dieser Zeit eignete er sich turanistisches Gedankengut an. Nachdem ein weiterer seiner älteren Brüder im Ersten Weltkrieg bei Sarıkamış gefallen war, nahm er als Freiwilliger am Krieg teil, kämpfte an der Kaukasusfront, wo sein Bruder gefallen war und wurde verletzt. Nach dem Roman Aydemir von Müfide Ferid, den er an der Front gelesen hatte, wählte er später nach dem Inkrafttreten des Familiennamensgesetzes seinen Familiennamen.
Nach der Demobilisierung und Rückkehr nach Edirne brachte Şevket Süreyya, seine Ausbildung zum Lehrer zum Abschluss. Nach der Besetzung Edirnes durch griechische Truppen nahm er an Aktionen des örtlichen Widerstands teil. Auf Anfordern von Lehrkräften durch die Regierung von Aserbeidschan an die Regierung des Osmanischen Reichs in Istanbul schickte ihn diese als Lehrer in die Stadt Nucha (heutiger Name: Şəki). Die Jahre 1919–1920 verbrachte er dann in Aserbeidschan. Als Kommandant einer gegen die Armenier aufgestellten Freiwilligentruppe erwarb er sich den Ruf eines Volkshelden. Angesichts der multiethnischen Verhältnisse in Kaukasien begann er aber, die Richtigkeit seiner alten turanistischen Ansichten zu hinterfragen. Als Delegierter von Nucha nahm er am Kongress der orientalischen Völker teil, der in Baku zusammengetreten war. Die Teilnahme an diesem Kongress steigerte sein Interesse am Kommunismus. 10 Tage später nahm Şevket Süreyya am gleichen Ort am Gründungsparteitag der TKP (unter dem Namen Türkiye Komünist Fırkası) teil, kehrte aber, um die neue Ideologie näher kennen zu lernen, nach Nucha zurück, anstatt am Türkischen Unabhängigkeitskrieg teilzunehmen. Die Parteimitglieder, die nach Anatolien gingen, um am Unabhängigkeitskrieg teilzunehmen, wurden unter nicht geklärten Umständen am 29. Januar 1921 in Trabzon ermordet. Şevket Süreyya, der eine Zeitlang ohne Ziel umherwanderte, schloss sich schließlich in Batum der Kommunistischen Partei an. Dort heiratete er die Schwester eines seiner Lehrerkollegen. Die Ehe hielt bis zu seinem Tod. Von Batum aus ging er nach Moskau, wo er sich in die KUTV, eine kommunistische Universität für Orientalen, einschrieb. An der Schule für Wirtschafts- und Sozialwissenschaften absolvierte er eine wirtschaftswissenschaftliche Ausbildung. 1923 kehrte er in die Türkei zurück.
Nach der Rückkehr in die Türkei schrieb Şevket Süreyya in der Zeitschrift Aydınlık Artikel zur Verbreitung kommunistischen Gedankenguts. 1924 veröffentlichte er zusammen mit Sadrettin Celal Antel das Buch Lenin ve Leninizm („Lenin und der Leninismus“). 1925 wurde er auf dem dritten Kongress der TKP (Türkiye Komünist Partisi) Mitglied im siebenköpfigen Zentralkomitee der Partei. Im gleichen Jahr wurde aus Anlass der Verbreitung einer Broschüre der Türkiye İşçi ve Çiftçi Fırkası am 1. Mai mit dem Titel Dünyanın Bütün İşçileri Birleşiniz („Alle Arbeiter der Welt vereinigt euch“) eine Verfolgungsaktion gestartet, die unter dem Namen Verhaftungen des Jahres 1925 („1925 Tevkifatı“, eine der wiederholten Verfolgungsmaßnahmen des Staates gegen die TKP) bekannt wurde. In deren Verlauf wurde die Zeitschrift Aydınlık verboten und Aydemir zusammen mit anderen bekannten zeitgenössischen Kommunisten vor das Unabhängigkeitsgericht Ankara (Ankara İstiklal Mahkemesi) gebracht und zu 10 Jahren Freiheitsstrafe verurteilt. In der Haft schrieb er das unveröffentlicht gebliebene Buch Muasır Türkiye'nin İktisadi İnkişaf İstikametleri. Nach eineinhalbjähriger Haft, die er im Gefängnis von Afyonkarahisar verbrachte, kam er durch die Amnestie vom 29. Oktober 1927 (dem vierten Jahrestag der Ausrufung der Republik) frei. Bei den Verhaftungen von 1927 („1927 Tevkifatı“) wurde Aydemir erneut festgenommen und vor Gericht gestellt, aber freigesprochen. Danach löste er sich vom Kommunismus und gelangte nach Ansätzen über eine Art nationalkommunistische Ideologie zur Ansicht, dass für die Türkei der Kemalismus die passende politische Richtung sei. Zusammen mit Vedat Nedim Tör verließ er die TKP und wurde bezichtigt, die Partei an die Polizei verraten zu haben.
Von 1928 bis 1951 arbeitete er in unterschiedlichen Funktionen im Bereich Ausbildung und Wirtschaft im öffentlichen Dienst in Ankara. 
1930 und 1931 veröffentlichte er Artikel in der Zeitung Hâkimiyet-i Milliye. 1932 brachte er auf Wunsch Mustafa Kemal Atatürks zusammen mit Yakup Kadri Karaosmanoğlu die Zeitschrift Kadro heraus. Bei der Einstellung des Erscheinens dieser Zeitschrift war Aydemir Direktor der Wirtschaftsschule Ankara (Ankara Ticaret Mektebi) und übte diese Funktion bis 1936 aus. Nach zwei Jahren im Direktorium für Wirtschaft der Stadt Ankara begann er im Wirtschaftsministerium zu arbeiten und gewann das Vertrauen von İsmet İnönü. Trotz heftiger Kritik wegen seiner kommunistischen Vergangenheit wurde er befördert. Während einer Regierungsperiode wurde er vom Wirtschaftsministerium zusammen mit İsmail Hüsrev Tökin mit der Aufstellung eines Entwicklungsplans beauftragt. İsmet İnönü verwarf aber diesen Plan.
Nachdem Aydemir 1951 durch Beschluss des Ministerrats (Vekiller Heyeti) in den Ruhestand versetzt worden war, widmete er sich der Schriftstellerei. Aydemir, der im Lauf seines Lebens eine große schriftstellerische Produktion entfaltete, widmete sein Werk Tek Adam Mustafa Kemal Atatürk und sein Werk  İkinci Adam İsmet İnönü. Daneben verfasste er Biografien  wie Menderes'in Dramı, Enver Paşa, autobiographische Fragmente wie Suyu Arayan Adam die Romane Toprak Uyanırsa und Kahramanlar Doğmalıydı. Nach dem Militärputsch vom 27. Mai 1960 schrieb er in den Zeitschriften Devrim und Yön, die in dem neuen intellektuellen Milieu entstanden waren. Nachdem nach dem Putsch vom 12. März 1971 die Zeitschrift Yön verboten worden war, veröffentlichte er seine Artikel in der Zeitung Cumhuriyet. Am 25. März 1976 verstarb er in seinem Haus in Ankara. Auf Anordnung des Bürgermeisters von Ankara wurde er in einem Sarg bestattet, der mit der türkischen Flagge bedeckt war. Die Straße, in der er jahrelang in Ankara gewohnt hatte, erhielt seinen Namen.

## Werke
- Tek Adam (Der ein(zig)e Mann), über das Leben von Mustafa Kemal Atatürk, 3 Bände (Biographie)
- İkinci Adam (Der zweite Mann), über das Leben von Ismet Inönü, 3 Bände (Biographie)
- Makedonya'dan Ortaasya'ya Enver Paşa (Enver Pascha, von Mazedonien nach Zentralasien) 3 Bände (Biographie)
- Suyu Arayan Adam (Der Mann, der das Wasser suchte) (Autobiografie)
- Menderes'in Dramı (Das Drama von Menderes) (Biographie)
- İnkılap ve Kadro (Die kemalistische Neuordnung und Kadro) (Aufsatz)
- Lenin ve Leninizm (Lenin und der Leninismus) (Gemeinschaftswerk)
- Cihan İktisadiyatında Türkiye (Die Türkei in der Weltwirtschaft) (Buch)
- İktisat Mücadelesinde Köy Muallimi (Der Dorflehrer im Kampf um seine wirtschaftliche Existenz) (Aufsatz)
- Halk İçin İktisat Bilgisi (Wirtschaftswissenschaft für das Volk) (Aufsatz)
- Türkiye Ekonomisi (Die Wirtschaft der Türkei) (Lehrbuch)
- Toprak Uyanırsa (Die Erde erwacht) (Roman)
- İhtilalin Mantığı ve 27 Mayıs İhtilali (Die Logik der Revolution und der Umsturz vom 27. Mai) (Buch)
- Kahramanlar Doğmalıydı (Es müssten Helden geboren werden) (Roman)
- Kırmızı Mektuplar ve Son Yazılar (Rote Briefe und letzte Schriften)
- Lider ve Demagog (Führer und Demagoge) (Aufsatzsammlung)